# ريتشارد كوكلينسكي
ريتشارد كوكلينسكي (بالإنجليزية: Richard Kuklinski) مواليد 11 أبريل 1935 في جيرسي سيتي، نيو جيرسي، الولايات المتحدة - الوفاة 5 مارس 2006 في نيو جيرسي، الولايات المتحدة، كان قاتلا مأجورا أمريكيا أدين بخمس جرائم قتل. لقب بـ «رجل الثلج» لطريقته في تجميد ضحاياه لإخفاء وقت الوفاة. عاش كوكلينسكي مع زوجته وأطفاله في ضاحية دومون نيو جيرسي. قبل اعتقاله لم تكن عائلته على ما يبدو على علم بحياته المزدوجة وجرائمه.
حياته
-بدأت القصة بميلاد الطفل ريتشارد كوكلينسكي في عام 1935 بولاية نيوجرسي لابوين مهاجرين من بولندا... وكان معروفا عن اب ريتشارد انه رجل سكير وعنيف جدا خصوصا مع اطفاله فكان يضرب ابنه ريتشارد بكل قسوة حيث انه وصف اباه «بانه وحش بلا رحمة» ولما كان يلجأ لأمه كانت أيضا تضربه لانها كانت امرأة قاسية كثيرا
و كان جو المنزل مشحونا جدا لدرجة ان ريتشارد كاد يشهد موت ابيه على يد امه لولا انه اوقفها... وفي ظل هذا الجو العنيف والقاسي بدأت تظهر على ريتشارد ميول سادية ونرجسية من صغره حيث كان يفرغ غضبه على أبناء حيه وحتى على القطط والكلاب في الحي فكان يضرب كل من يعترض طريقه
-و لما بلغ ريتشارد عمر ال 14 قام بأول جريمة قتل في حياته لما خطط لقتل زميل له بالمدرسة فاستدرجه إلى واد قريب من الميدنة وطعنه بسكين حاد من الخلف لييلقى حتفه وكان كل من في الحي يعرف انه الفاعل لكن لم يتدرأ أحد على الاتصال بالشرطة لانه في تلك السنوات إذا وشيت بأحد ستصبح أنت وكل عائلتك في خطر
- وبعدها أخذ ريتشارد يقتل كل من يعرض طريقه لقوله «الامر كان سهلا وبسيطا»
و ما ان يقتل الضحية يأخدها للمبرد ويحشوها بالثلج ليختفي وقت الوفاة ثم بعد أيام أو أشهر يرميها للشرطة حتى جذب اليه انظار المافيا والعصابات ليكون من «المنظفين» وهو مصطلح يطلق على القتلة المأجورين أو الحراس الشخصيين للزعماء وبكل تأكيد كانت سمعة ريتشارد تخوله لكي يكون «منظفا» وقد ظفرت بخدماته عائلة «سيموني» الإيطاليا والتي كانت اقوى واخطر عائلة في نيوجيرسي
فوظفو ريتشارد في مطلع الخمسينيات ليكون حارسا شخصيا... أخذ ريتشارد إلى أحد الشوارع بمدينته لكي يثبت جدارته اعطى ال«مجرب» سلاحا لريتشارد وطلب منه ان يختار شخصا ويطلق عليه النار... ولكن بدون تردد نظر ريتشارد من السيارة ما ان وجد شخصا مارا في الطريق أطلق على رأسه دون تردد أو ندم فأصيب جميع من في السيارة بالدهشة مما رأوه فعادة الاعضاء الجدد يترددون ولو قليلا في الاختبار عكس ريتشارد الذي قاك يها بكل برودة واخذ الجثة ليجمدها كعادته فأطلق عليه الزعيم لقب «الرجل الجليدي» "ice man" لبرودة دمه واعصابه ولطريقته في اخفاء الجريمة فكان أول ما يفعله تقطيع اصابع الجثة واقتلاع اسنانها لتصعيب مهمة العرف على الضحية والقاتل على الشرطة ثم يقوم بنزع الاعضاء الداخلية وخشو الجثة بالثلج «كعلامة من الرجل الجليدي»
- وأثناء هذه الافعال والمهمات استغل ريتشارد امواله الكثيرة لكي يؤسس عائلة فتزوج الامرأة «باربرا» وانجب منها طفلين (فتاتين) فكان بفصل بين حياته في العمل وحياته الشخصية فكان ذلك الاب الحنون والمحب لاطفاله وكان يدللهم ولا يرفض لهم طلبا ولا يبخل عليهم بالهدايا والمال ويقبل اطفاله ويلعب معهم ويحرص على اقامة حفلات شواء عائلية واخذهم للملاهي والنزهات فكان أبا مثاليا لانه تواعد نفسه ان لا يكون مثل ابيه الوحش القاسي
-ثم وذات يوم قرر ريتشارد ان عليه إنشاء عصابته الخاصة ولكي تنجح عصابته عليه انهاء المنافسة وبلا ادنى تردد قام بقتل رئيسه ورب عمله «سيموني ديكارفاكانتي» وبالفعل قتله وقطع اطرافه وقام بحشوه بالثلج وبعد سنتين من التبريد قام برميه للشرطة فصار ريتشارد هو المجرم الأول في المدينة وزعيم المافيا الجديد ولكن هذه الثقة الزائدة والنرجسية كانت السبب في نهايته فبدأت الشرطة في تعقبه بعد أخذ الكثير من الادلة واسهوها عملية «رجل الثلج»
-و في عام 1986 تم اعتقال ريتشارد والحكم عليه بالمؤبد ثلاث مرات بعد اعترافه بقتل ازيد من 300 شخص بكل برودة ولاحقا اقام عشرات اللقاءات الصحفية حكا فيها عن افعاله وحياته وقد الهم ريتشارد العديد من صناع الافلام انتجو عنه عدة افلام كما انه الهم مخترع لعبة "hitman" ليستوحي قصته من «رجل الجليد»... الآن عرفتم من اين ظهرت اللعبة الشهيرة هيتمان

## الوفاة
توفي كوكلينسكي في سن الـ 70 عاما في 5 مارس 2006، في جناح آمن في مركز القديس فرنسيس الطبي في ترنتون (نيوجيرسي).

## روابط خارجية
- ريتشارد كوكلينسكي على موقع IMDb (الإنجليزية)
- ريتشارد كوكلينسكي على موقع إن إن دي بي (الإنجليزية)
- ريتشارد كوكلينسكي على موقع قاعدة بيانات الفيلم (الإنجليزية)